# Fjodor Jakovlevics Alekszejev
Fjodor Jakovlevics Alekszejev (Szentpétervár, 1753. – Szentpétervár, 1824. november 11.) orosz városképfestő. Kortársai őt tartották az orosz Canalettónak.

## Életútja
Tanulmányait a szentpétervári Cári Művészeti Akadémián végezte, majd Itáliába, Velencébe utazott, itt megtekintette Giovanni Antonio Canaletto és Francesco Guardi tájképeit, városképeit. Művészetére Canaletto tanítványa, Belotto is hatással volt. 
Fő műveit Itáliában, szülővárosában és Moszkvában alkotta. Nagy megbecsülésnek örvendett, megörökítette a korabeli Orosz Birodalom fő látványosságait. 1803-ban kinevezték a Cári Művészeti Akadémia professzorává Szentpéterváron.
A 17. és 18. század fordulójának időszakát tekintve jelentősen hozzájárult ahhoz, hogy az Orosz Birodalom korabeli nevezetességeit megismerjük, hiszen ekkor még mindig a fényképezés feltalálása előtt vagyunk. Többnyire olajfestményeket készített, legtöbb képét a szentpétervári Orosz Múzeum és a moszkvai Állami Tretyjakov Galéria őrzi.

## Képeiből
- Loggia Velencében (1776 körül)
- A Péter-Pál erőd, Szentpétervár (1794)
- Városkép Nyikolajevről (1799)
- Árvaház Moszkvában (1799)
- A Mihajlovszkij-palota és a Connétable tér Szentpéterváron (1800 körül)
- Rálátás a teljes Mihajlovszkij-palotára Szentpéterváron (1800 körül)
- A moszkvai Kreml (balra: a Szentháromság-torony; középen a Kutafja torony; jobbra a Szent Miklós-templom, 1800 körül)
- A Vörös tér Moszkvában (1801)
- Bojárok találkozóhelye a moszkvai Kremlben (1810)

## Galéria

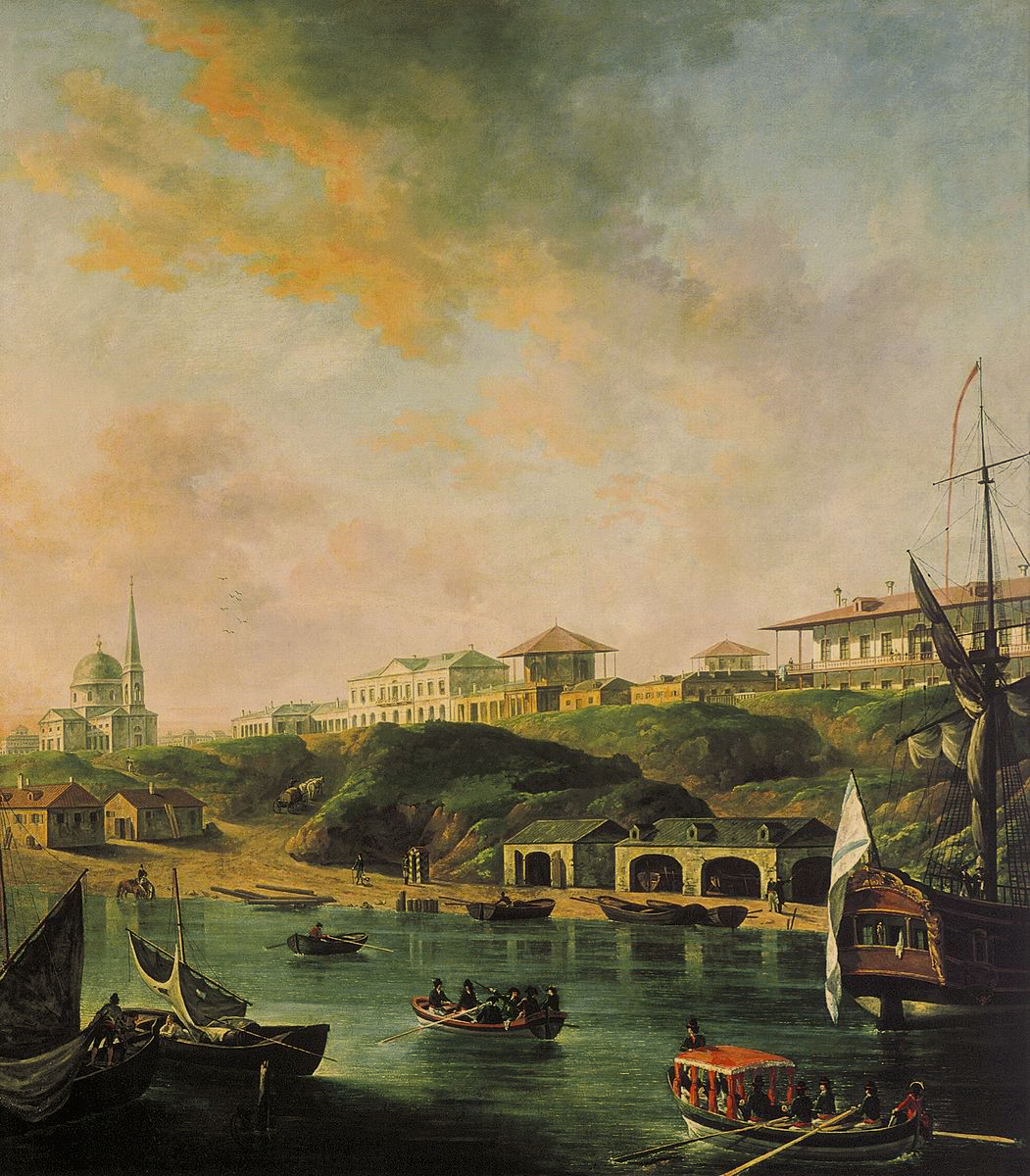
Városkép Nyikolajevről (1799)
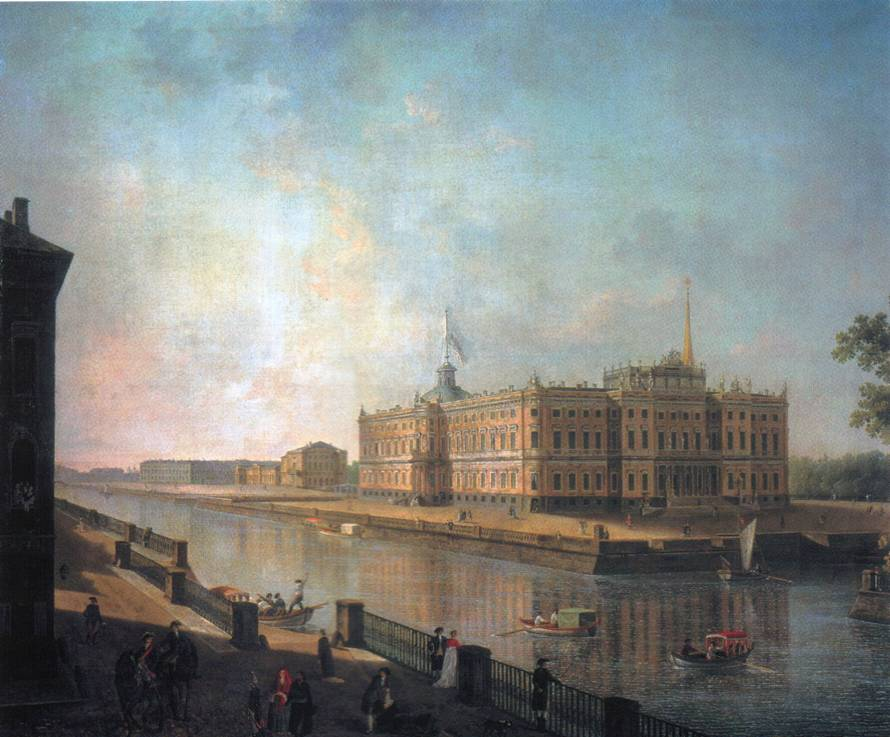
Rálátás a teljes Mihajlovszkij-palotára Szentpéterváron (1800 körül)
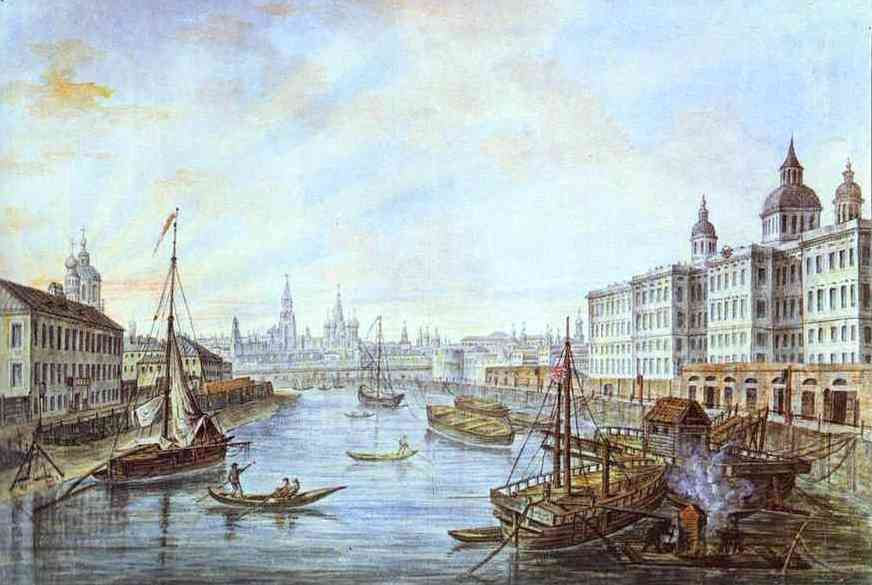
Árvaház Moszkvában (1799)
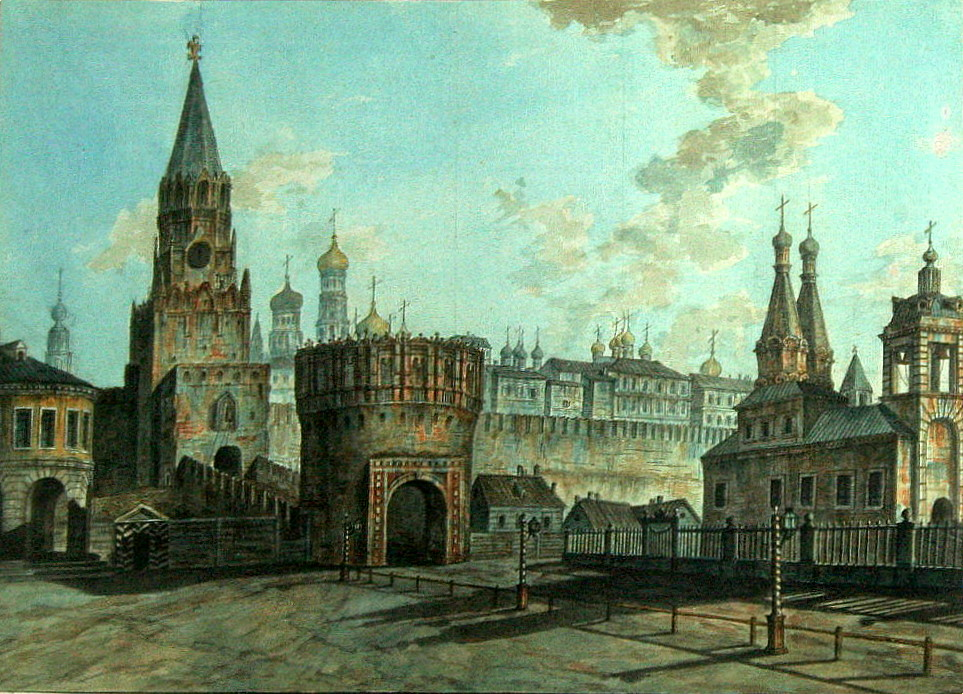
A moszkvai Kreml (1800)
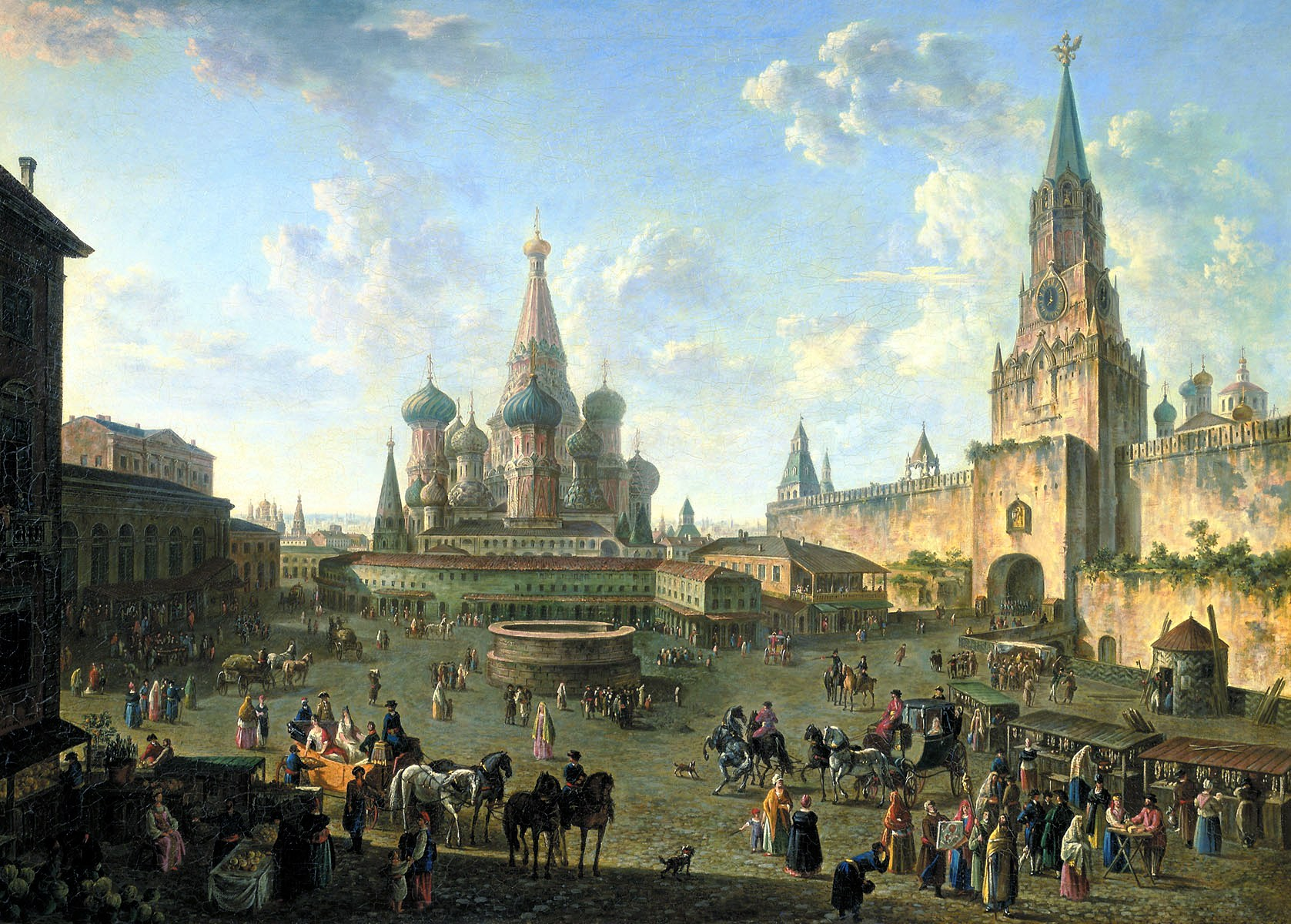
A Vörös tér, Moszkva (1800)